# Jollas crassus
Jollas crassus là một loài nhện trong họ Salticidae.
Loài này thuộc chi Jollas. Jollas crassus được Elizabeth Bangs Bryant miêu tả năm 1943.